# Faverolles-lès-Lucey
Faverolles-lès-Lucey és un municipi francès, situat al departament de la Costa d'Or i a la regió de Borgonya - Franc Comtat.